# Phileurus valgus
Phileurus valgus är en skalbaggsart som beskrevs av Olivier 1789. Phileurus valgus ingår i släktet Phileurus och familjen Dynastidae. Inga underarter finns listade i Catalogue of Life.